# マリアンネ・フォン・ヘッセン＝ホンブルク
マリー・アンネ・アマーリエ・フォン・ヘッセン＝ホンブルク（ドイツ語: Marie Anne Amalie von Hessen-Homburg, 1785年10月13日 - 1846年4月14日）は、ドイツのヘッセン＝ホンブルク方伯家の公女で、プロイセン王子ヴィルヘルムの妻。
マリアンネ王女（Prinzessin Marianne von Preußen）の通称で呼ばれた。

## 生涯
ヘッセン＝ホンブルク方伯フリードリヒ5世と、その妻でヘッセン＝ダルムシュタット方伯ルートヴィヒ9世の娘であるカロリーネの間の第12子、六女として生まれた。母方の祖母は「大方伯夫人（großen Landgräfin）」と呼ばれたヘンリエッテ・カロリーネである。1804年にプロイセン王フリードリヒ・ヴィルヘルム3世の末弟で従兄（母親同士が姉妹）のヴィルヘルム王子と結婚した。
マリアンネは対仏大同盟戦争期のベルリン宮廷においては、義姉の王妃ルイーゼとともに反ナポレオンを標榜する「主戦派」の中心人物だった。マリアンネは1813年3月、「プロイセン国家の女性たちに対する呼びかけ（„Aufruf der königlichen Prinzessinnen an die Frauen im preußischen Staate“）」と題した宣言を行い、「祖国を守る女性連盟（ „Vaterländischen Frauenverein“）」を創設するなどして、その名前はベルリン宮廷の外でも知られるようになった。
王女は改革派政治家のハインリヒ・フリードリヒ・フォン・シュタイン、カール・アウグスト・フォン・ハルデンベルク、ヴィルヘルム・フォン・フンボルトとその弟アレクサンダー・フォン・フンボルトらと文通していたことでも知られる。また作家のフリードリヒ・フーケとも親しく、ルイーゼ王妃亡きあとはベルリン宮廷のファーストレディ役を務めることになった。社会改革にも熱心で、ベルリンに矯正施設や養護施設を作らせている。

## 子女
- フリーデリケ・ルイーゼ・カロリーネ・アマーリエ・ヴィルヘルミーネ（1805年 - 1806年）
- イレーネ（1806年）
- フリードリヒ・タッシロ・ヴィルヘルム（1811年 - 1813年）
- ハインリヒ・ヴィルヘルム・アーダルベルト（1811年 - 1873年）
- フリードリヒ・ヴィルヘルム・タッシロ（1813年 - 1814年）
- マリー・エリーザベト・カロリーネ・ヴィクトリア（1815年 - 1885年） - ヘッセン大公子カールと結婚
- フリードリヒ・ヴィルヘルム・ヴァルデマール（1817年 - 1849年）
- マリー・フリーデリケ・フランツィスカ・ヘドヴィヒ（1825年 - 1889年） - バイエルン王マクシミリアン2世と結婚